# Karl Malone
Karl Anthony "The Mailman" Malone (født 24. juli 1963, i Summerfield, Louisiana) er en pensioneret amerikansk basketballspiller. 

## Klubkarriere
Malone spillede stort set hele sin aktive karriere i NBA, fra 1985 til 2003 som forward for Utah Jazz. Inden han i 2004 stoppede sin karriere, nåede han desuden at spille en enkelt sæson hos Los Angeles Lakers. Malone var i en årrække regnet blandt ligaens absolutte stjernespillere og blev to gange, i 1997 og 1999, valgt som ligaens MVP.
I 2010 blev Malone optaget i Naismith Memorial Basketball Hall of Fame.

## Landshold
Malone repræsenterede to gange det amerikanske landshold ved OL. Da professionelle spillere fik adgang til legene, stillede USA med en række af de bedste spillere fra NBA ved OL 1992 i Barcelona, et hold der blev benævnt "Dream Team", som også inkluderede Malone. Amerikanerne vandt da også sikkert alle kampene i indledende pulje, hvorpå de besejrede Puerto Rico og Litauen i kvart- og semifinalen. Finalen blev et opgør mod Kroatien, der havde revanche til gode fra indledende pulje, men heller ikke her levnede amerikanerne modstanderne en chance, da de vandt med 117-85 og dermed sikrede sig den ventede guldmedalje, mens Kroatien fik sølv og Litauen bronze.
Ved legene fire år senere på hjemmebane i Atlanta, var "Dream Team II" igen favoritter, skønt holdet ikke var helt så imponerende besat som i Barcelona. Igen var holdet ubesejret i indledende runde, og efter sejre over Brasilien i kvartfinalen og over Australien i semifinalen, stod kampen om guldet mod Serbien og Montenegro. Amerikanerne med Malone genvandt guldet med sejr på 95-69, så Serbien-Montenegro fik sølv, mens Litauen fil bronze.

## Videre karriere
Da han indstillede sin aktive karriere, blev Malone hjælpetræner for sit gamle universitetshold, Louisiana Tech, og nogle år senere, i 2013, blev han tilknyttet som konsulent til sit NBA-hold, Utah Jazz. Han har desuden været involveret i flere mindre virksomheder, heriblandt restauaranter.